# Theodor Graf

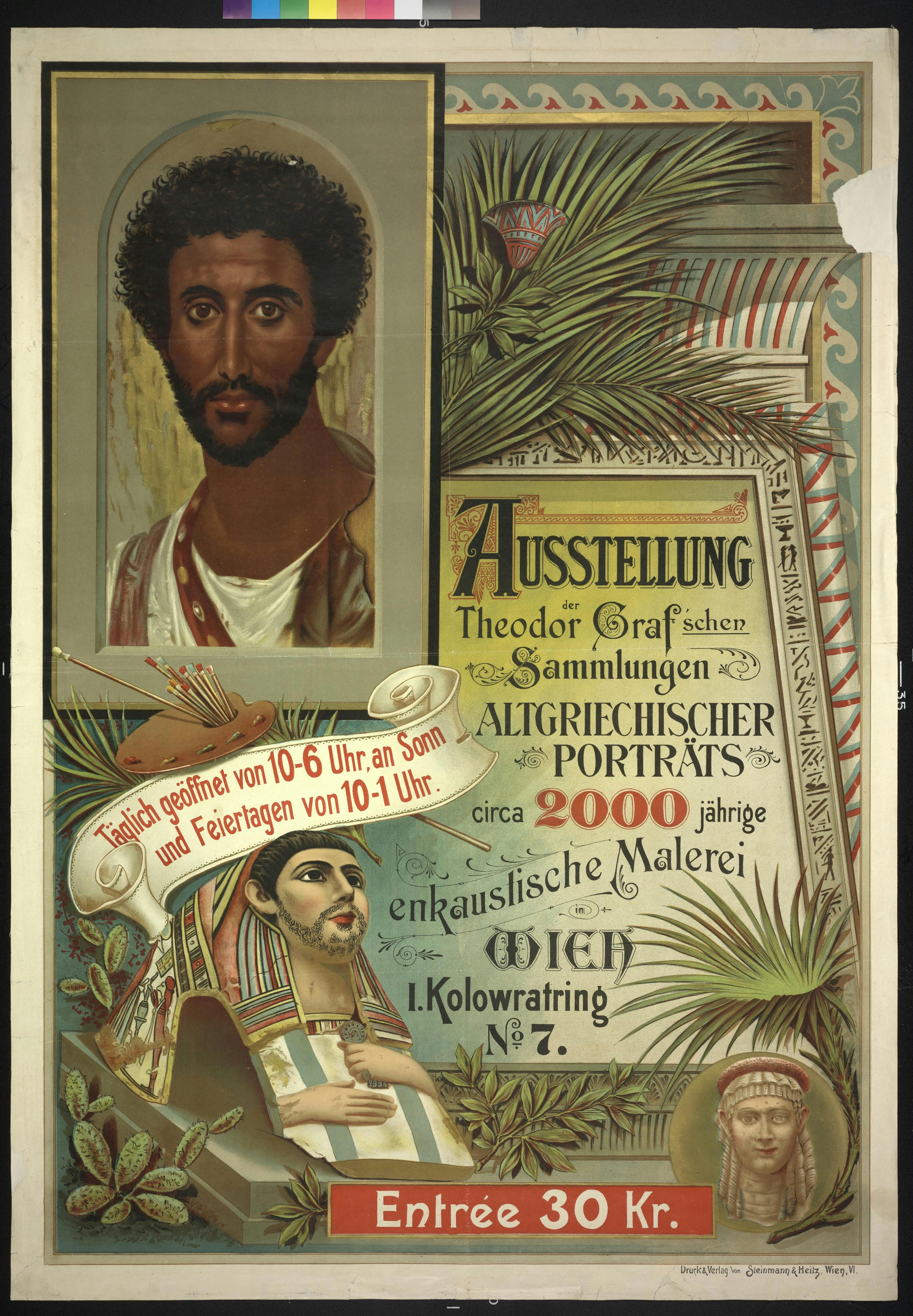
Plakat zu einer Ausstellung der Theodor Graf’schen Sammlung Altgriechischer Porträts in Wien 1896

Theodor Graf (* 11. März 1840 in Engerda (Thüringen); † 25. November 1903 in Rodaun) war ein österreichischer Teppich- und Kunsthändler.
Theodor Graf war als Teppichhändler in Wien tätig und hatte eine Filiale in Kairo. Durch Joseph von Karabacek angeregt, suchte er seit 1881 in Ägypten nach Papyri und spätantiken („koptischen“) Textilien. So ließ er etwa Grabungen in Arsinoe und Herakleopolis durchführen, wo er mehrere Tausend Papyri und Textilien fand. 1883 fand eine Ausstellung seiner Funde im Österreichischen Museum für Kunst und Industrie in Wien statt, das Museum kaufte große Teile der Stücke, die Papyri wurden von Erzherzog Rainer erworben, der diese dann der Hofbibliothek schenkte. Graf erwarb in der Folge weitere spätantike Textilien aus den Nekropolen von Achmim und verkaufte diese weltweit an Museen. 1887 erwarb er über 300 Mumienportraits. Einen Teil davon zeigte er auf Verkaufsausstellungen in Europa und den USA, der Rest wurde nach seinem Tode von seinen Erben verkauft. So wurde er zur Hauptquelle von Mumienportraits in den Museen der Welt.